# 拉米·希耶塔涅米
拉米·希耶塔涅米（芬蘭語：Rami Hietaniemi，1982年12月28日—），芬兰男子摔跤运动员。他曾代表芬兰参加世界摔跤锦标赛，获得一枚铜牌。他也曾参加2012年和2016年夏季奥林匹克运动会。